# Malattia MYH9-correlata
Per malattia MYH9-correlata si intende un gruppo di patologie rare a trasmissione autosomica dominante che comprende:
- l'anomalia di May-Hegglin (MHA)
- la sindrome di Sebastian (SBS)
- la sindrome di Fetchner (FTNS) e
- la sindrome di Epstein (EPTS).

Esse sono causate dalla mutazione del MYH9, il gene che codifica la sintesi della catena pesante della miosina IIA non muscolare (NMMHC-IIA).
Le quattro condizioni patologiche sono una differente espressione clinica e fenotipica di una singola malattia.

## Patogenesi
La piastrinopenia è dovuta a piastrinopoiesi inefficace, poiché il numerodei MKC e la sopravvivenza piastrinica sono normali. È presente un'anomalia a carico del citoscheletro con conseguente deficit funzionale piastrinico.

## Clinica
La diatesi emorragica è l'unico aspetto clinico dominante della HA e SBS, mentre in caso di EPTS possono coesistere ipo-anacusia neurosensoriale e insufficienza renale e nella FTNS si aggiunge anche la cataratta.